# Shozo Sasahara
Shozo Sasahara (em japonês:  笹原 正三, Yamagata, 28 de julho de 1929 – 5 de março de 2023) foi um lutador de luta livre japonês.

## Carreira
Foi vencedor da medalha de ouro na categoria de 57-62 kg em Melbourne 1956.

## Morte
Sasahara morreu em 5 de março de 2023, aos 93 anos.